# ГЕС Zhūxīkǒu
ГЕС Zhūxīkǒu (株溪口水电站) — гідроелектростанція у центральній частині Китаю в провінції Хунань. Знаходячись між ГЕС Dōngpíng (вище по течії) та ГЕС Mǎjìtáng, входить до складу каскаду на річці Цзишуй, котра впадає до розташованого на правобережжі Янцзи великого озера Дунтін. В майбутньому на ділянці між станціями Zhūxīkǒu та Mǎjìtáng планують звести ще одну ГЕС Jīntángchōng.
В межах проекту річку перекрили бетонною греблею висотою 39 метрів та довжиною 488 метрів, яка утримує водосховище з об'ємом 55 млн м3 та припустимим коливанням рівня поверхні у операційному режимі між позначками 86,5 та 87,5 метра НРМ (під час повені може зростати до 90,6 метра НРМ).
Інтегрований у греблю машинний зал обладнали чотирма бульбовими турбінами потужністю по 18,5 МВт, які використовують напір від 3,5 до 9,5 метра (номінальний напір 6,1 метра) та забезпечують виробництво 295 млн кВт-год електроенергії на рік.
Видача продукції відбувається по ЛЕП, розрахованій на роботу під напругою 110 кВ.